# Brains-sur-Gée
Brains-sur-Gée ist eine französische Gemeinde mit 781 Einwohnern (Stand: 1. Januar 2022) im Département Sarthe in der Region Pays de la Loire. Die Gemeinde gehört zum Arrondissement La Flèche und zum Loué. Ihre Einwohner werden Brennois und Brennoises genannt.

## Geografie
Brains-sur-Gée liegt etwa 15 Kilometer westlich von Le Mans am Fluss Gée. Umgeben wird Brains-sur-Gée von den Nachbargemeinden Amné im Norden und Nordwesten, Coulans-sur-Gée im Osten, Souligné-Flacé im Süden und Südosten, Crannes-en-Champagne im Süden sowie Auvers-sous-Montfaucon im Westen.
Durch die Gemeinde führen die Autoroute A81 und die frühere Route nationale 157 (heutige D357).

## Bevölkerungsentwicklung
| 1962                       | 1968 | 1975 | 1982 | 1990 | 1999 | 2006 | 2013 | 2020 |
| -------------------------- | ---- | ---- | ---- | ---- | ---- | ---- | ---- | ---- |
| 479                        | 420  | 393  | 380  | 430  | 456  | 587  | 780  | 828  |
| Quellen: Cassini und INSEE |      |      |      |      |      |      |      |      |

## Sehenswürdigkeiten
- Kirche La Nativité-de-Notre-Dame
- Schloss Les Touches aus dem 18. Jahrhundert, heute Vermietung von Gästezimmern

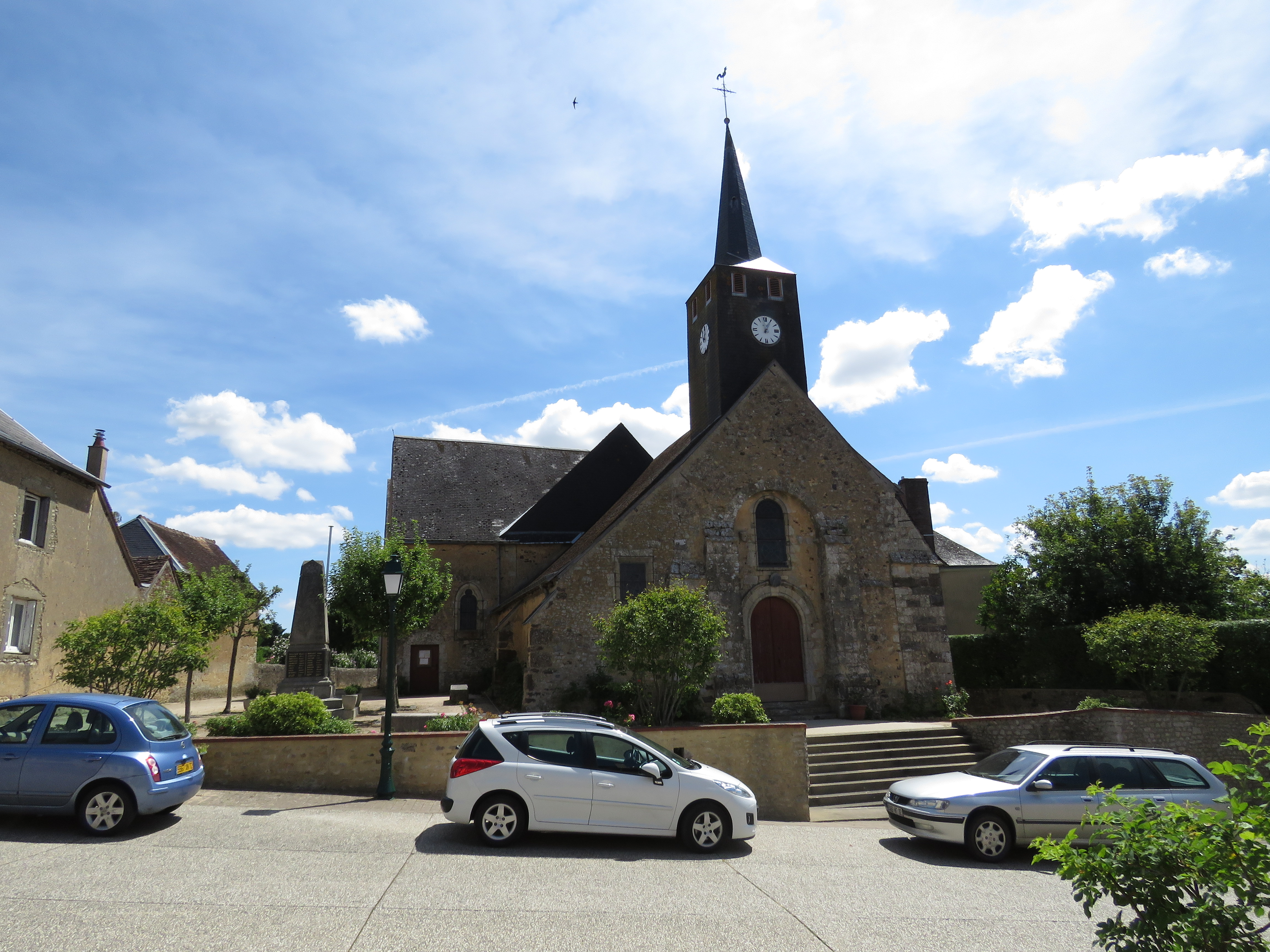
Kirche La Nativité-de-Notre-Dame